# Roxie, Mississippi
Roxie là một thành phố thuộc quận Franklin, tiểu bang Mississippi, Hoa Kỳ. Năm 2010, dân số của thành phố này là 497 người.

## Dân số
- Dân số năm 2000: 569 người.
- Dân số năm 2010: 497 người.